# Горст

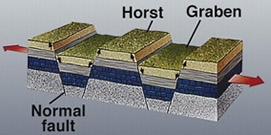

Горст (от нем. Horst — «гнездо») — дислокация, резко приподнятый над окружающей местностью по вертикальным или крутонаклонным тектоническим разломам (сбросам и взбросам) до нескольких сотен и тысяч метров в высоту, длиною в тысячи километров при ширине в десятки километров с крутыми склонами участок земной коры, ограниченный и образовавшийся вследствие тектонических движений. Примерами горста являются горы Сьерра-Невада, Гарц, Шварцвальд, Вогезы, Беласица. Термин введён австрийским геологом Эдвардом Зюссом в 1873 году.

## Виды
Выделяется несколько видов горстов по ряду признаков:
- По расположению относительно пород:
  - Продольный горст — простирание горста близко к простиранию слагающих его горных пород, оси складчатой структуры.
  - Поперечный горст — простирание горста приблизительно перпендикулярно простиранию пород, осям складок.

- По поверхности:
  - Наклонный (косой, моноклинальный) горст — поверхность горста на всей своей площади обнаруживает наклон в одну сторону.
  - Односторонний горст — наклонный горст, ограниченный взбросами или сбросами с одной стороны.
  - Клинообразный горст — суживающийся книзу.

- По границам:
  - Простой горст — ограниченный с каждой стороны одним взбросом или сбросом.
  - Сложный (ступенчатый) горст — ограниченный с одной или обеих сторон серией сбросов (взбросов) и ступенчато понижающийся к смежным опущенным участкам.

- По свойствам пород:
  - Столовый горст — слагающие горст породы не смяты в складки.
  - Складчатый горст — пласты горста смяты в складки.